# バッラーオ
バッラーオ（イタリア語: Ballao）は、イタリア共和国サルデーニャ州南サルデーニャ県にある、人口約800人の基礎自治体（コムーネ）。

## 地理

### 位置・広がり

#### 隣接コムーネ
隣接するコムーネは以下の通り。括弧内のNUはヌーオロ県所属を示す。
- アルムンジャ
- エスカラプラーノ
- ゴーニ
- ペルダズデフォーグ (NU)
- サン・ニコロ・ジェッレーイ
- シリーウス
- ヴィッラプッツ